# Doktor Majk
Doktor Majk – album studyjny polskiego rapera Peerzeta i producenta muzycznego TMKBeatz. Wydawnictwo ukazało się 6 czerwca 2014 roku nakładem wytwórni muzycznej Aptaun Records. Wszystkie nagrania wyprodukował TMKBeatz. Wśród gości na płycie znaleźli się Słoń, Eripe, Zygson, Penx, Delekta, EsZet, Bazi, Kojot, Oxon i Pelson.
W ramach promocji do pochodzących z płyty piosenek "Jak Clark Kent, Jak Bruce Wayne", "Chcę czegoś więcej 2" i "Doktor Majk" zostały zrealizowane teledyski.

## Lista utworów
| #  | Tytuł                                                                      | Produkcja | Scratche       |
| -- | -------------------------------------------------------------------------- | --------- | -------------- |
| 1  | "Intro"                                                                    | TMKBeatz  | —              |
| 2  | "Doktor Majk"                                                              | TMKBeatz  | —              |
| 3  | "Dwa cale od śmierci"                                                      | TMKBeatz  | DJ Krótki      |
| 4  | "Pan Pospinany"                                                            | TMKBeatz  | —              |
| 5  | "Chwalisz Się Czy Żalisz?"                                                 | TMKBeatz  | Pan Zimna Łapa |
| 6  | "Jak Clark Kent, Jak Bruce Wayne"                                          | TMKBeatz  | DJ Noriz       |
| 7  | "Reinkarnacja"                                                             | TMKBeatz  | DJ Krótki      |
| 8  | "Nostradamus (gościnnie: Pelson)                                           | TMKBeatz  | DJ Noriz       |
| 9  | "Chcę czegoś więcej 2" (gościnnie: Bazi, Oxon, Kojot)                      | TMKBeatz  | —              |
| 10 | "Adrenalina"                                                               | TMKBeatz  | —              |
| 11 | "Wyjaśnijmy to"                                                            | TMKBeatz  | —              |
| 12 | "Wszyscy jesteśmy martwi" (gościnnie: Penx, Delekta, Eripe, Zygson, EsZet) | TMKBeatz  | —              |
| 13 | "Psychodela (Show musi trwać)"                                             | TMKBeatz  | —              |
| 14 | "Nadejdzie dzień" (gościnnie: Słoń, Eripe)                                 | TMKBeatz  | —              |
| 15 | "12 Małp"                                                                  | TMKBeatz  | —              |
| 16 | "Aptaun Bejbi"                                                             | TMKBeatz  | —              |
| 17 | "Doktor Majk (Remix)"                                                      | TMKBeatz  | —              |